# Bogdziuki
Bogdziuki (biał. Багдзюкі, Bahdziuki; ros. Богдюки, Bogdiuki) – wieś na Białorusi, w obwodzie brzeskim, w rejonie żabineckim, w sielsowiecie Chmielewo.

## Historia
W XIX i w początkach XX w. wieś i folwark położone w Rosji, w guberni grodzieńskiej, w powiecie brzeskim, wieś w gminie Żytyń, folwark w gminie Turna.
W dwudziestoleciu międzywojennym leżały w Polsce, w województwie poleskim, w powiecie brzeskim, do 18 kwietnia 1928 w gminie Życin, następnie w gminie Kamieniec Litewski. W 1921 miejscowość liczyła 312 mieszkańców, zamieszkałych w 54 budynkach, w tym 248 Polaków i 64 Białorusinów. 246 mieszkańców było wyznania rzymskokatolickiego i 66 prawosławnego.
W 1936 wybudowano tu drewniany, rzymskokatolicki kościół pw. Matki Bożej Częstochowskiej, będący filią parafii Najświętszego Serca Pana Jezusa w Peliszczach. Nie dotrwał on do czasów współczesnych.
Po II wojnie światowej w granicach Związku Sowieckiego. Od 1991 w niepodległej Białorusi.